# Formica acuminata
Formica acuminata é uma espécie de formiga do gênero Formica, pertencente à subfamília Formicinae.